# Ljustjärnen (Ockelbo socken, Gästrikland, 675139-153426)
Ljustjärnen är en sjö i Ockelbo kommun i Gästrikland och ingår i Gavleåns huvudavrinningsområde. Sjön är 6 meter djup, har en yta på 0,0874 kvadratkilometer och befinner sig 237 meter över havet.

## Delavrinningsområde
Ljustjärnen ingår i det delavrinningsområde (675106-153409) som SMHI kallar för Mynnar i Gavleån. Medelhöjden är 230 meter över havet och ytan är 1,05 kvadratkilometer. Det finns inga avrinningsområden uppströms utan avrinningsområdet är högsta punkten. Vattendraget som avvattnar avrinningsområdet har biflödesordning 2, vilket innebär att vattnet flödar genom totalt 2 vattendrag innan det når havet efter 89 kilometer. Avrinningsområdet består mestadels av skog (89 procent). Avrinningsområdet har 0,09 kvadratkilometer vattenytor vilket ger det en sjöprocent på 8,3 procent.